# アジアハイウェイ65号線
アジアハイウェイ65号線（アジアハイウェイ65ごうせん）は、アジアハイウェイ網の路線の一つ。アジアハイウェイ北アジア・中央アジア・南西アジア小地域（サブリージョン）の路線の一つ。総延長は1,250kmである。
アジアハイウェイ4号線通過点の中華人民共和国の新疆ウイグル自治区カシュガルを起点とし、西方に延びイルケシタム付近で中国・キルギス国境を跨ぐ。キルギスの南部を西に横断し、カラマイク付近で、キルギス・タジキスタン国境を跨ぐ。タジキスタンに入ると西に横断し、タジキスタン首都のドゥシャンベを通過して、トゥルスンゾダ付近でタジキスタン・ウズベキスタン国境を跨ぐ。ウズベキスタンに入ると、国土の南端部を南西にかすめ、ウズベキスタン・アフガニスタン国境手前の町テルメズを終点とし、そこでアジアハイウェイ62号線と接続する。

## ルート

### 中華人民共和国
区間延長235km
- 喀伊高速公路（中国語版） : カシュガル（アジアハイウェイ4号線と接続） - ウルグチャト
- S309省道 : ウルグチャト - イルケシタム国境検問所 - （キルギスへ）

### キルギス
区間延長404km
- A371道路 : イルケシタム（英語版） - サルイ＝タシ（英語版）
- A372道路 : サルイ＝タシ - カラマイク（英語版）国境検問所 - （タジキスタンへ）

### タジキスタン
区間延長433km
- A372道路 : カラマイク国境検問所 - ヌラバード
- M41道路 : ヌラバード - ヴァフダート - ドゥシャンベ - トゥルスンゾダ - （ウズベキスタンへ）

### ウズベキスタン
区間延長178km
- M41道路 : サリアシヤ（英語版） - ウズン（英語版） - テルメズ（アジアハイウェイ62号線と接続）

## 参考資料
- Asian Highway （英語） - 国際連合アジア太平洋経済社会委員会による解説
- Asian Highway Route Map (PDF)  （英語） - 国際連合アジア太平洋経済社会委員会によるルート図
- Asian Highway Handbook (PDF)  （英語） - 国際連合アジア太平洋経済社会委員会
- アジアハイウェイ・プロジェクトの概要 - 国土交通省総合政策局
- アジアハイウェイとは - 国土交通省総合政策局